# Braye-en-Thiérache
Braye-en-Thiérache är en kommun i departementet Aisne i regionen Hauts-de-France i norra Frankrike. Kommunen ligger  i kantonen Vervins som ligger i arrondissementet Vervins. År 2022 hade Braye-en-Thiérache 133 invånare.

## Befolkningsutveckling
Antalet invånare i kommunen Braye-en-Thiérache
Referens: INSEE